# Atheta kerstensi
Atheta kerstensi är en skalbaggsart som beskrevs av Benick 1968. Atheta kerstensi ingår i släktet Atheta, och familjen kortvingar. Arten har ej påträffats i Sverige.